# Lindneria bellingeri
Lindneria bellingeri är en tvåvingeart som beskrevs av Metz och Irwin 2000. Lindneria bellingeri ingår i släktet Lindneria och familjen stilettflugor.
Artens utbredningsområde är Venezuela. Inga underarter finns listade i Catalogue of Life.